# Église Sainte-Barbe de Kutná Hora
L'église Sainte-Barbe (en tchèque : chrám svaté Barbory) est une église gothique de Kutná Hora dédiée à sainte Barbe, patronne des mineurs, l'extraction de l'argent ayant été l'activité principale de la ville pendant le Moyen Âge, au moment où l'église est construite. Elle est inscrite sur la liste du patrimoine mondial de l'UNESCO depuis 1995.

## Construction
Johann Parler entreprend la construction de Sainte-Barbe en 1388 en reprenant le concept du triforium continu adopté pour le chœur de la Cathédrale Saint-Guy de Prague et celui de déambulatoire à pilier muraux adopté à Schwäbisch Gmünd. L’intention initiale est de réaliser un sanctuaire gothique relativement resserré sur lui-même et diaphane, lumineux.

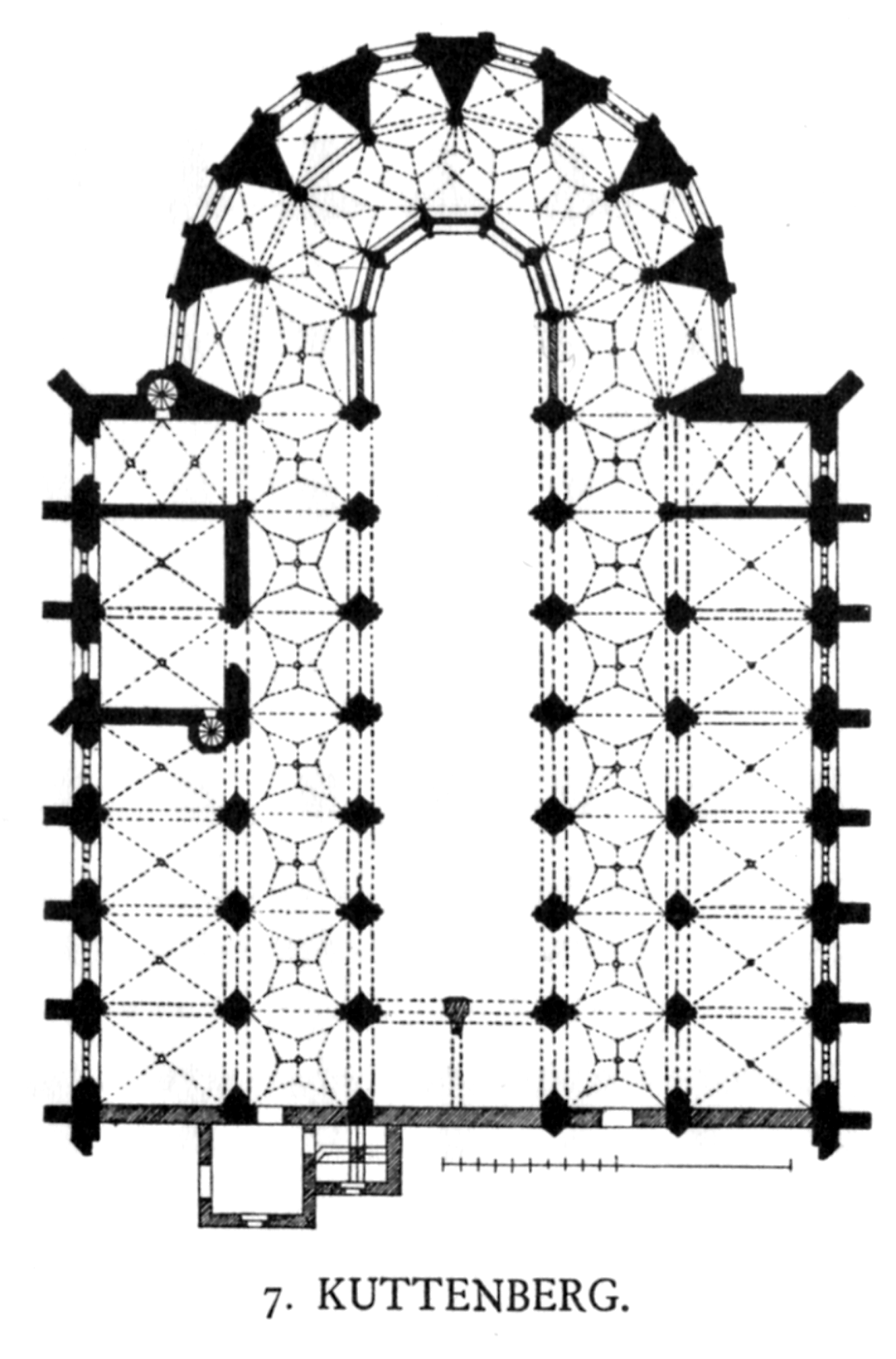
Plan basilical par Peter Parler.
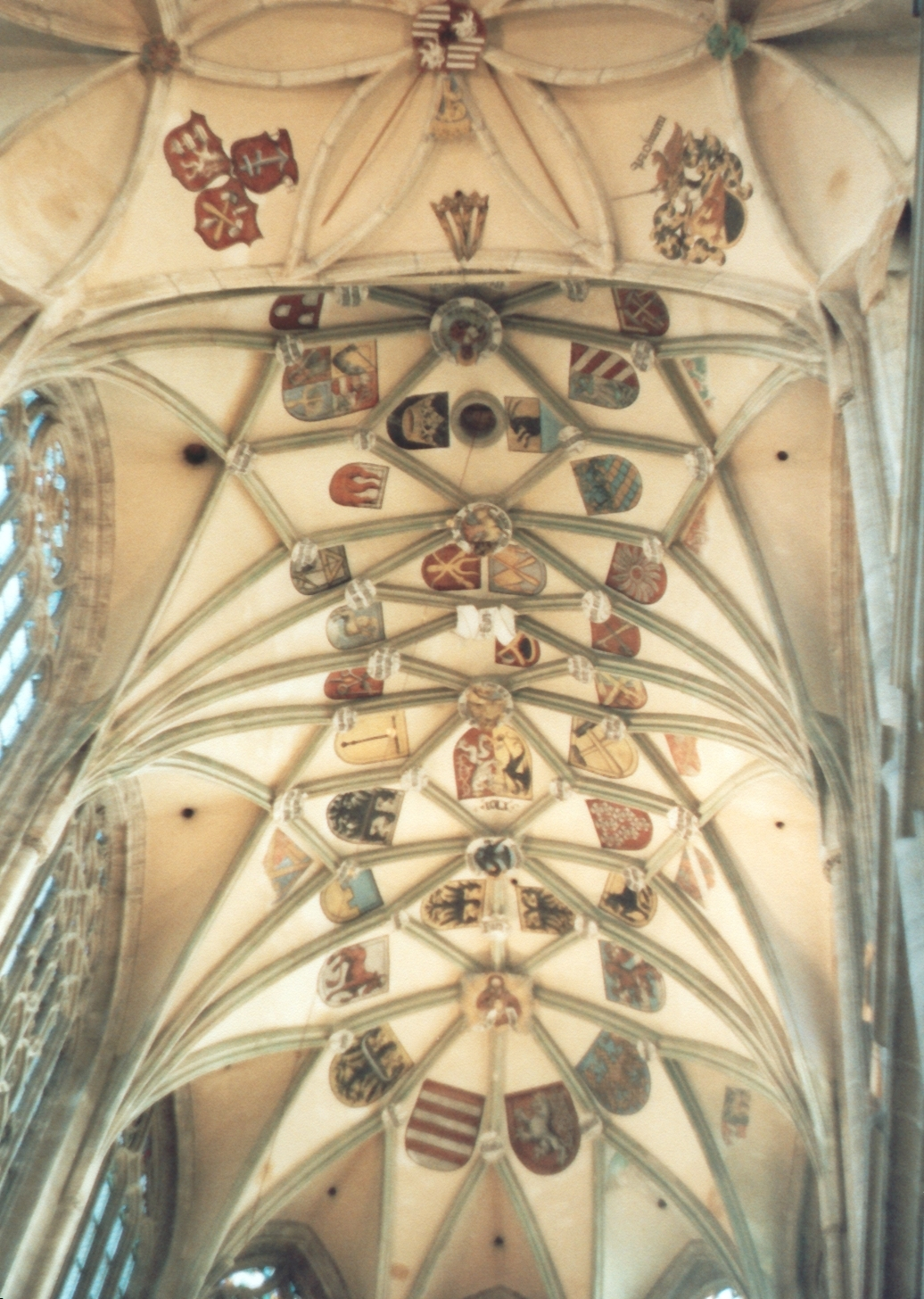
Voussure du chœur par Matthias Rejsek.

En 1399, le chantier s’arrête. Les guerres hussites ravagent alors la Bohême et Kutná Hora est au centre des enjeux financiers et stratégiques (la ville est située aux marches de la Bohême et de la Moravie).
Il faut attendre plus d’un siècle pour que le chantier reprenne. Matthias Rejsek achève la voussure du chœur. Ensuite conduit par Benedikt Rejt, le chantier se poursuit sur un plan résolument novateur. Rejt reprend le plan basilical original de Parler et le transforme pour adopter la solution développée dans les pays germaniques de l’église-halle. Pour ce faire, il étend latéralement la voussure de la nef centrale pour qu’elle couvre également les bas-côtés (déjà achevés à l’époque) dont la partie supérieure est ainsi transformée en balcons dominants la nef centrale. Génie du Sondergothik d’Europe-Centrale, Rejt utilise la relation naturelle entre la lumière et la structure architecturale gothique mais au lieu de la clarifier, comme le font les tenants du style international, il la force à une sorte d’intériorité mystique.
La voûte de Rejt part des piliers centraux dépourvus de chapiteaux ; son « réseau de nervures a double courbure introduit un mouvement continu, complexe qui unifie l’intérieur pour donner une voûte qui semble flotter dans l’espace. »
Pour couvrir le tout, Benedikt Rejt jamais à court de solution originale, entreprend de briser la ligne faîtière classiquement rectiligne des églises gothiques et propose de couvrir la nef de trois pyramides concaves surmontées de clochetons lesquelles symbolisent assez élégamment la Trinité. Ce geste marque l’une des dernières tentatives pour exploiter tout le potentiel créatif de verticalité du gothique tardif avant que ne commence, en Bohême, la Renaissance architecturale.

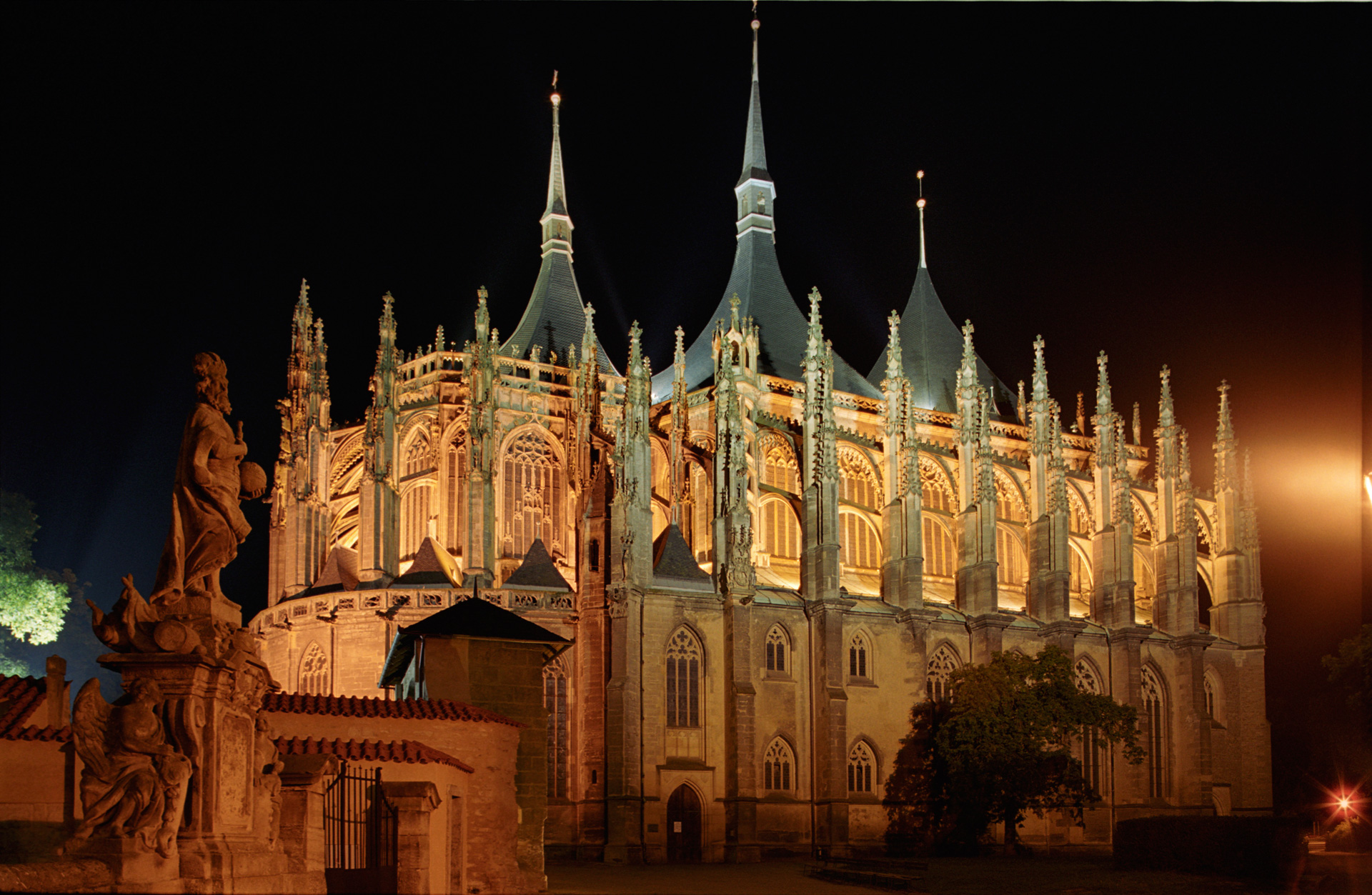
Les clochetons de la toiture signent une innovation du gothique tardif. Ils symbolisent la Trinité.

## Cinéma
Luc Besson y tourne quelques plans de Jeanne d'Arc (1999).